# Mănăstirea Niederaltaich
Mănăstirea Niederaltaich este o mănăstire benedictină din Bavaria, cu două obști călugărești (una de rit latin și una de rit bizantin). Mănăstirea se află în imediata apropiere a Dunării, într-un perimetru rezultat din asanarea unui braț vechi al fluviului (alt-aich însemna în germana medievală⁠(d) „Vechea apă”).

## Istoric
Mănăstirea a fost ctitorită de ducele Odilo de Bavaria în secolul al VIII-lea. În școala mănăstirii s-a format în secolul al IX-lea Sfântul Gotthard⁠(d), devenit stareț în anul 996. Acesta a receptat și introdus în Sfântul Imperiu Roman (Germania, Austria, Italia de Nord) reformele inițiate de Abația Cluny (Franța). Principala trecătoare a Alpilor, Passo del San Gottardo, poartă numele acestui stareț din Bavaria.

## Galerie de imagini

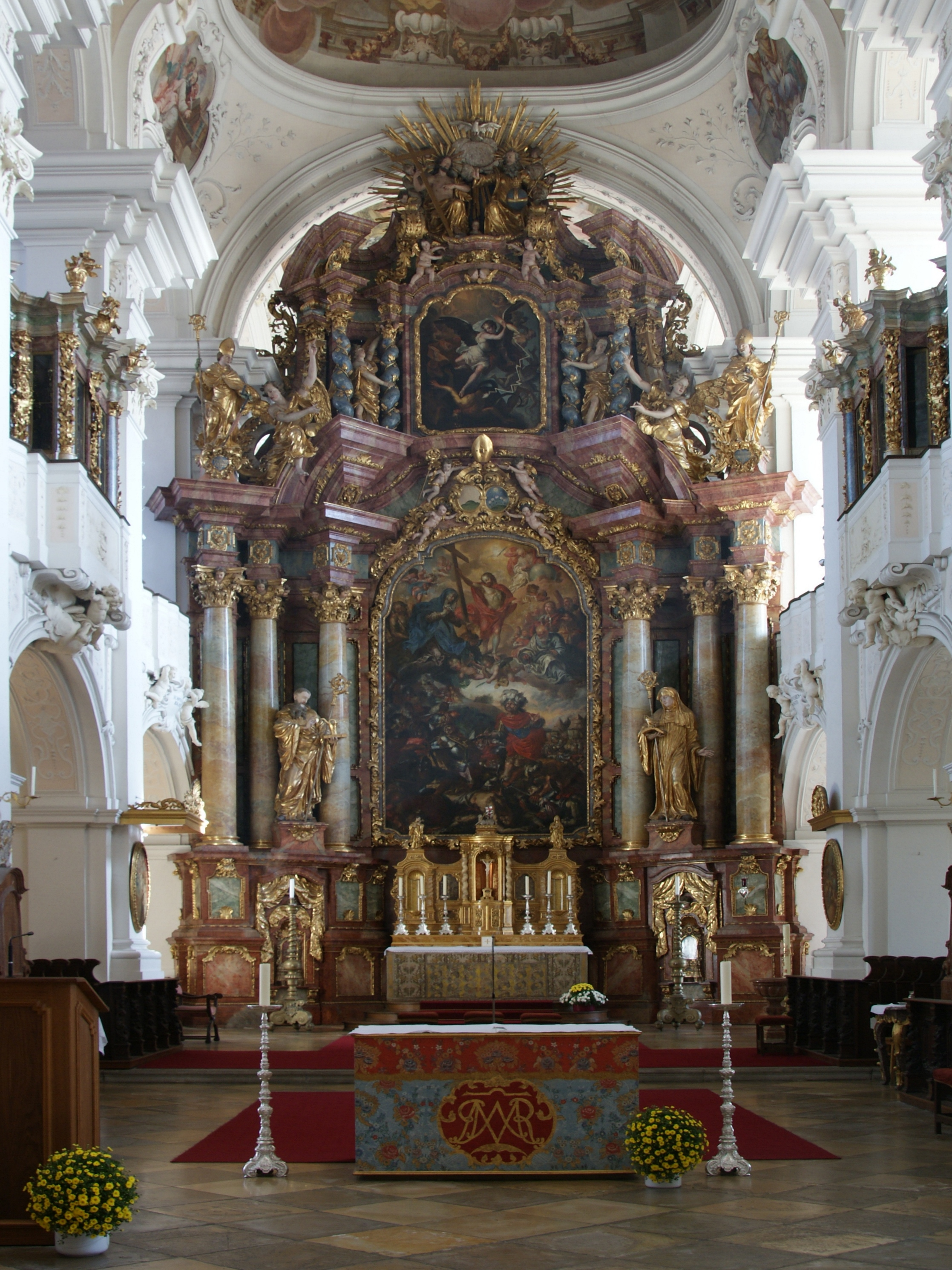
Altarul bisericii de rit latin
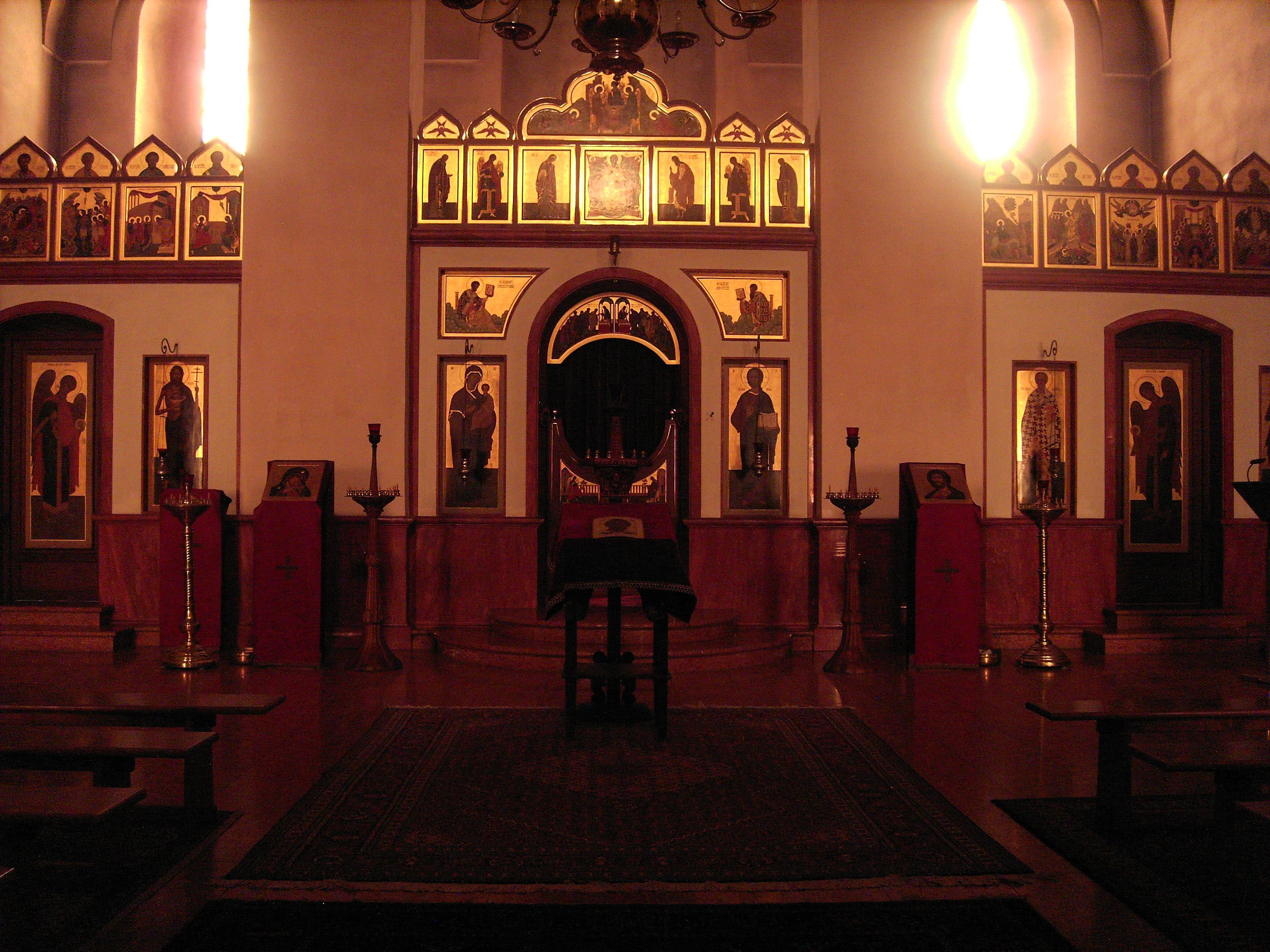
Iconostasul bisericii de rit bizantin